# Kalokagathia

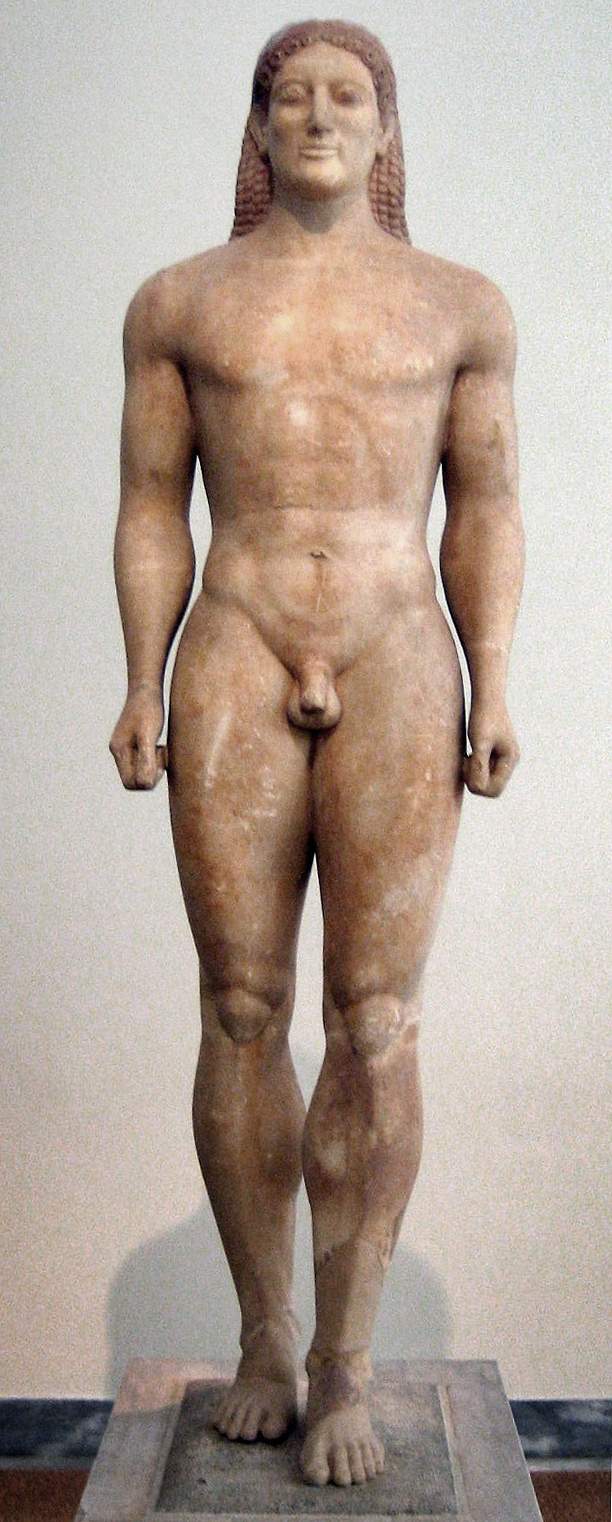
De Kouros is de (materiële) belichaming van kalokagathia bij uitstek.

Kalokagathia (Oudgrieks: καλοκἀγαθία (Att., K.) was in de cultuur van het Oude Griekenland een begrip dat het verenigd ideaal van Goedheid en Schoonheid verwoordde.

## Etymologie
Agathos (ἀγαθός) verwijst naar een combinatie van adeldom en zijn sporen verdiend hebben in de oorlogsvoering. Soms betekent 'agathos' 'nobel', soms 'dapper' en 'betrouwbaar' of 'waardevol'. Het betekent zelden 'goed' in de zin van goedheid als morele deugd. Het Grieks ideaal heeft een militaire connotatie, net zoals het Engelse gentleman een link heeft met het ridderlijk ideaal. Zowel bij Homerus, het Christelijke Engeland van de Magna Carta als het Victoriaanse Gemenebest is het bewustzijn van plicht de waardemeter bij uitstek.

## De Kalokagathos
Het zijn zelden vrouwen die het Grieks ideaal van goedheid en schoonheid belichamen. De Kalokagathos (καλοκἀγαθός) is, net als zijn equivalenten gentleman en ridder, dus een man.
De Kalokagathos is het ideaal van de afgewerkte persoonlijkheid, evenwichtig/harmonieus in lichaam en geest, afgetraind, die
uitblinkt in strategie als in communicatie, zowel artistiek als in actie. Hij is een 'Schone Mens', virtuoos, op de hoogte van de 'goede gebruiken' en goed opgeleid. Hij staat altijd klaar om zichzelf, zijn eer en zijn bezit, in die volgorde, achter te laten om wat goed en schoon was te beschermen. Hij is een held.

## De tegenpool
De tegenpool van de Kalokagathos verstoort de harmonieuze orde. Hij praat te veel en verspreidt 'spam'. Hij is een weinig gedisciplineerde komisch figuur die leeft op de kosten van de samenleving (bijvoorbeeld een Buffoon).
Anderzijds heeft hij mogelijk een handicap, een spraakgebrek, gehoorstoornis of enig ander lichamelijk of geestelijk tekort of defect. Zijn handelingen verlopen met haperingen. Hij vertoont in de Griekse denkwereld tekenen van minderwaardigheid. Een voorbeeld van zo'n antiheld is bijvoorbeeld Thersites in Homerus' Ilias.